# Francesco d’Angelo
Pour les articles homonymes, voir D'Angelo.
Francesco d’Angelo dit Il Cecca (1446-1488) est un sculpteur et un ingénieur italien qui a été actif à Florence dans la seconde moitié du XVe siècle.

## Biographie
Francesco d’Angelo a été réputé pour ses sculptures animées pour les processions religieuses, ses machineries de théâtre et ses inventions militaires.
Il fut tué pendant une bataille en 1488 en accompagnant l'armée florentine.
Il est enterré dans l'église San Pier Scheraggio de Florence.